# Роставицька сільська рада
Роставицька сільська рада (до 1946 року — Війтовецька сільська рада) — колишня адміністративно-територіальна одиниця та орган місцевого самоврядування у Ружинському і Попільнянському районах, Вінницької й Житомирської областей Української РСР та України з адміністративним центром у с. Роставиця.

## Населені пункти
Сільській раді були підпорядковані населені пункти:
- с. Роставиця

## Населення
Відповідно до перепису населення СРСР, станом на 17 грудня 1926 року, чисельність населення ради становила 1 824 особи, з них, за статтю: чоловіків — 866, жінок — 958, етнічний склад: українців — 1 727, євреїв — 18, поляків — 88, інших — 1. Кількість господарств — 426, з них несільського типу — 9.
Відповідно до результатів перепису населення СРСР, кількість населення ради станом на 12 січня 1989 року становила 1 106 осіб.
Станом на 5 грудня 2001 року, відповідно до перепису населення України, кількість мешканців сільської ради становила 980 осіб.

## Склад ради
Рада складалася з 14 депутатів та голови.

### Керівний склад сільської ради
| ПІБ                            | Основні відомості                                                                                  | Дата обрання | Дата звільнення |
| ------------------------------ | -------------------------------------------------------------------------------------------------- | ------------ | --------------- |
| Столярець Олександр Павлович   | Сільський голова, 1952 року народження, освіта, член народної партії                               | 26.03.2006   | 31.10.2010      |
| Саківський Олександр Цезарович | Сільський голова, 1968 року народження, освіта вища, член Всеукраїнського об'єднання 'Батьківщина' | 31.10.2010   |                 |

Примітка: таблиця складена за даними джерела

## Історія
Створена 1923 року як Війтовецька сільська рада, в с. Війтівці Мало-Чернявської волості Бердичівського повіту Київської губернії. Станом на 17 грудня 1926 року в підпорядкуванні значився хутір Ковальчуків, який на 1 жовтня 1941 року не значився на обліку населених пунктів.
7 червня 1946 року, відповідно до указу Президії Верховної ради Української РСР «Про збереження історичних найменувань та уточнення і впорядкування існуючих назв сільрад і населених пунктів Житомирської області», сільську раду перейменовано на Роставицьку через перейменування її адміністративного центру на с. Роставиця.
Станом на 1 вересня 1946 року входила до складу Ружинського району Житомирської області, на обліку в раді перебувало с. Роставиця.
5 березня 1959 року, відповідно до рішення Житомирського облвиконкому № 161 «Про ліквідацію та зміну адміністративно-територіального поділу окремих рад області», підпорядковано с. Малі Низгірці ліквідованої Малонизгорецької сільської ради Ружинського району.
На 1 січня 1972 року сільська рада входила до складу Ружинського району Житомирської області, на обліку в раді перебували села Малі Низгірці та Роставиця.
3 березня 1995 року, відповідно до рішення Житомирської обласної ради «Про внесення змін в адміністративно-територіальний устрій окремих районів», в с. Малі Низгірці відновлено окрему сільську раду.
31 липня 2018 року територія та населені пункти ради увійшли до складу новоствореної Вчорайшенської сільської територіальної громади Ружинського району Житомирської області.
Входила до складу Ружинського (7.03.1923 р., 4.01.1965 р.) та Попільнянського (30.12.1962 р.) районів.